# Kaple Božího hrobu (Velenice)
Boží hrob u Velenic na Českolipsku patří mezi zajímavé církevní památky Libereckého kraje. Jedná se o jeskyni uměle vytesanou do pískovcové skály u silnice ze vsi Velenice do Brniště (cca 0,5 km východně od velenického kostela). Je chráněna jako kulturní památka.

## Popis a historie

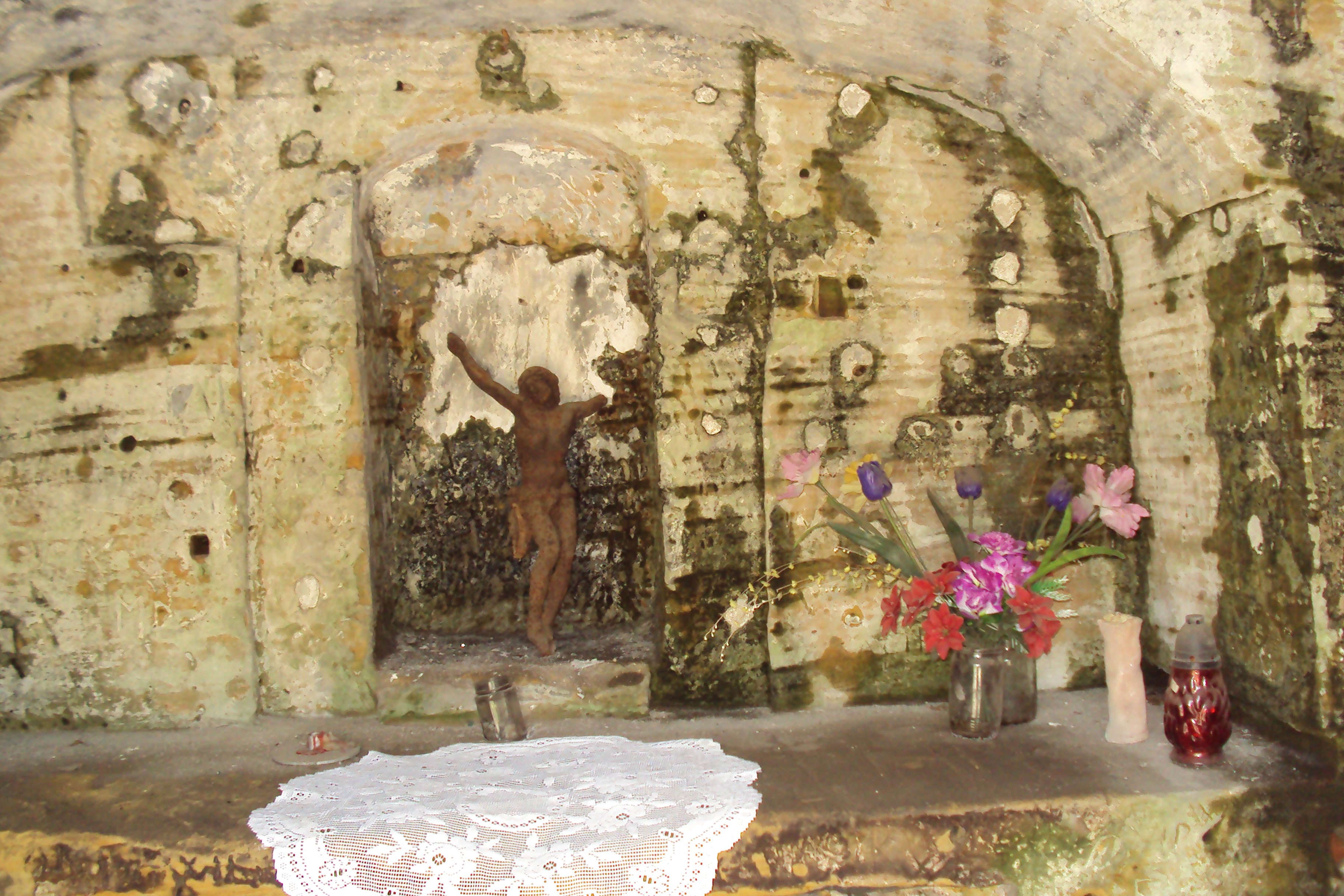
Jeden z pohledů dovnitř

Uvnitř tzv. Růžencové kaple je možno vidět reliéfy Kristova utrpení z počátku 18. století (jeskyni vytesal místní hospodář a lidový umělec Schille v letech 1710–1711), další plastiky (reliéf Ukřižování) z pozdější doby (počátek 19. století) lze spatřit i vně skály. Zbytky venkovních reliéfů napovídají, že výzdoba vycházela z cyklu Tajemství růžence, dochovala se jen menší část. Je pravděpodobné, že kaple původně nahrazovala kostel, který byl ve vsi postaven až roku 1735. Sestává ze tří skalních prostor. Přes vstupní portál se vstupovalo po již zasypaných schodech do střední místnosti, kde byl také oltář. Postranní místnosti byly vyzdobené kaple. Protože zařízení bylo rozkrádáno, obec kapli v roce 2002 zajistila mřížemi.. Památka není u žádné z barevně značených turistických cest, vede zde cyklotrasa 3045 od Zákup do Brniště.